# 天主教漢堡總教區
天主教漢堡總教區（拉丁語：Dioecesis Hamburgensis）是羅馬天主教會以德國北部漢堡為中心的一個總教區，下轄兩個教區。

## 現況

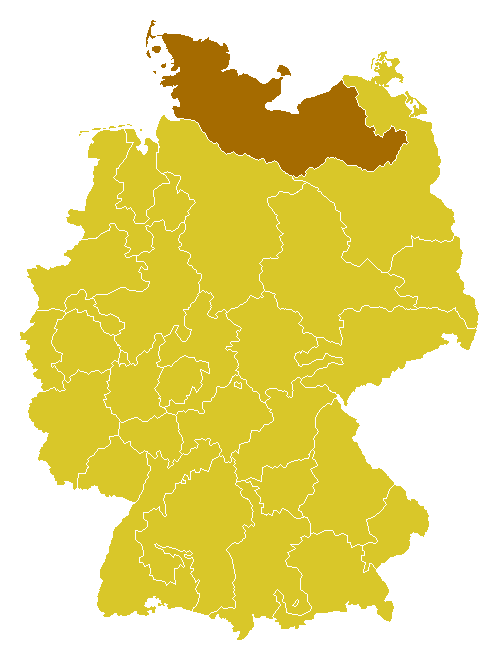
漢堡總教區管轄範圍圖

總教區包括漢堡州、什列斯威-好斯敦州全部，以及梅克倫堡-前波莫瑞西部。2011年有教友393,090 人，佔轄區總人口6.8%。教區下轄89個堂區，有237名司鐸、55名執事、64名修士、192名修女。現任教區總主教為韋納·蒂塞爾。

## 歷史
總教區成立於831年，848年被併入科不來梅總教區。宗教改革後，北歐地區改為由駐科隆的教廷大使負責。1667年4月28日，北方傳教代牧區成立。1821年8月16日奧斯納布呂克教區成立。1973年什未林宗座署理區分出。1994年10月24日與希爾德斯海姆教區一部份轄區合併，重建新的總教區。